# Gare de Bennwihr
La gare de Bennwihr est une gare ferroviaire française fermée de la ligne de Strasbourg-Ville à Saint-Louis, située au lieu-dit Bennwihr-Gare sur le territoire de la commune de Bennwihr, dans le département du Haut-Rhin, en région Grand Est.
Elle est mise en service en 1840 par la Compagnie du chemin de fer de Strasbourg à Bâle et fermée aux voyageurs, en 2002, par la Société nationale des chemins de fer français (SNCF).

## Situation ferroviaire
Établie à 185 mètres d'altitude, la gare fermée de Bennwihr est située au point kilométrique (PK) 59,310 de la ligne de Strasbourg-Ville à Saint-Louis, entre les gares d'Ostheim - Beblenheim (fermée) et de Colmar.

## Histoire
La « station de Bennwihr » est mise en service le 19 octobre 1840 par la Compagnie du chemin de fer de Strasbourg à Bâle, lorsqu'elle ouvre à l'exploitation la section de Benfeld à Colmar. Elle est établie sur le territoire du ban communal de Bennwihr, petite commune de 996 habitants. La station est située à côté du village d'Houssen qui compte 1 188 habitants.
Du 15 août 1841 au 31 mai 1842, la station de Bennwihr délivre des billets à 5 455 voyageurs pour une recette de 6 555,60 francs, à laquelle s'ajoutent 156,20 francs pour le service des bagages et marchandises.
Le 20 avril 1854, la Compagnie des chemins de fer de l'Est succède à la Compagnie du chemin de fer de Strasbourg à Bâle.
En 1871, la gare entre dans le réseau de la Direction générale impériale des chemins de fer d'Alsace-Lorraine (EL) à la suite de la défaite française lors de la guerre franco-allemande de 1870 (et le traité de Francfort qui s'ensuivit). L'actuel bâtiment voyageurs est construit durant cette période. 
Le 19 juin 1919, la gare entre dans le réseau de l'Administration des chemins de fer d'Alsace et de Lorraine (AL), à la suite de la victoire française lors de la Première Guerre mondiale. Puis, le 1er janvier 1938, cette administration d'État forme avec les autres grandes compagnies la SNCF, qui devient concessionnaire des installations ferroviaires de Bennwihr. Cependant, après l'annexion allemande de l'Alsace-Lorraine, c'est la Deutsche Reichsbahn qui gère la gare pendant la Seconde Guerre mondiale, du 1er juillet 1940 jusqu'à la Libération (en 1944 – 1945).
En 1962, la gare dispose de plusieurs voies de service et d'un quai militaire.
La gare de Bennwihr est fermée au service des voyageurs en 2002.

## Service des voyageurs
Gare fermée. La gare ouverte la plus proche est celle de Colmar.

## Patrimoine ferroviaire
L'ancien bâtiment voyageurs et une ancienne halle à marchandises sont toujours présents sur le site de la gare.